# Walter Carmona
Walter Carmona, född den 21 juni 1957 i São Paulo, Brasilien, är en brasiliansk judoutövare.
Han tog OS-brons i herrarnas mellanvikt i samband med de olympiska judotävlingarna 1984 i Los Angeles.